# Saarijärvi (sjö i Finland, Lappland, lat 67,30, long 25,23)
Saarijärvi är en sjö i Finland. Den ligger i kommunen Kittilä i landskapet Lappland, i den norra delen av landet, 800 km norr om huvudstaden Helsingfors. Saarijärvi ligger 190,7 meter över havet. Den är 6 meter djup. Arean är 52,3 hektar och strandlinjen är 6,02 kilometer lång. Sjön  ingår i Kemi älvs huvudavrinningsområde.   
I sjön finns öarna Aittasaari, Pikkusaari och Manalaissaari.